# سعید بیابانکی

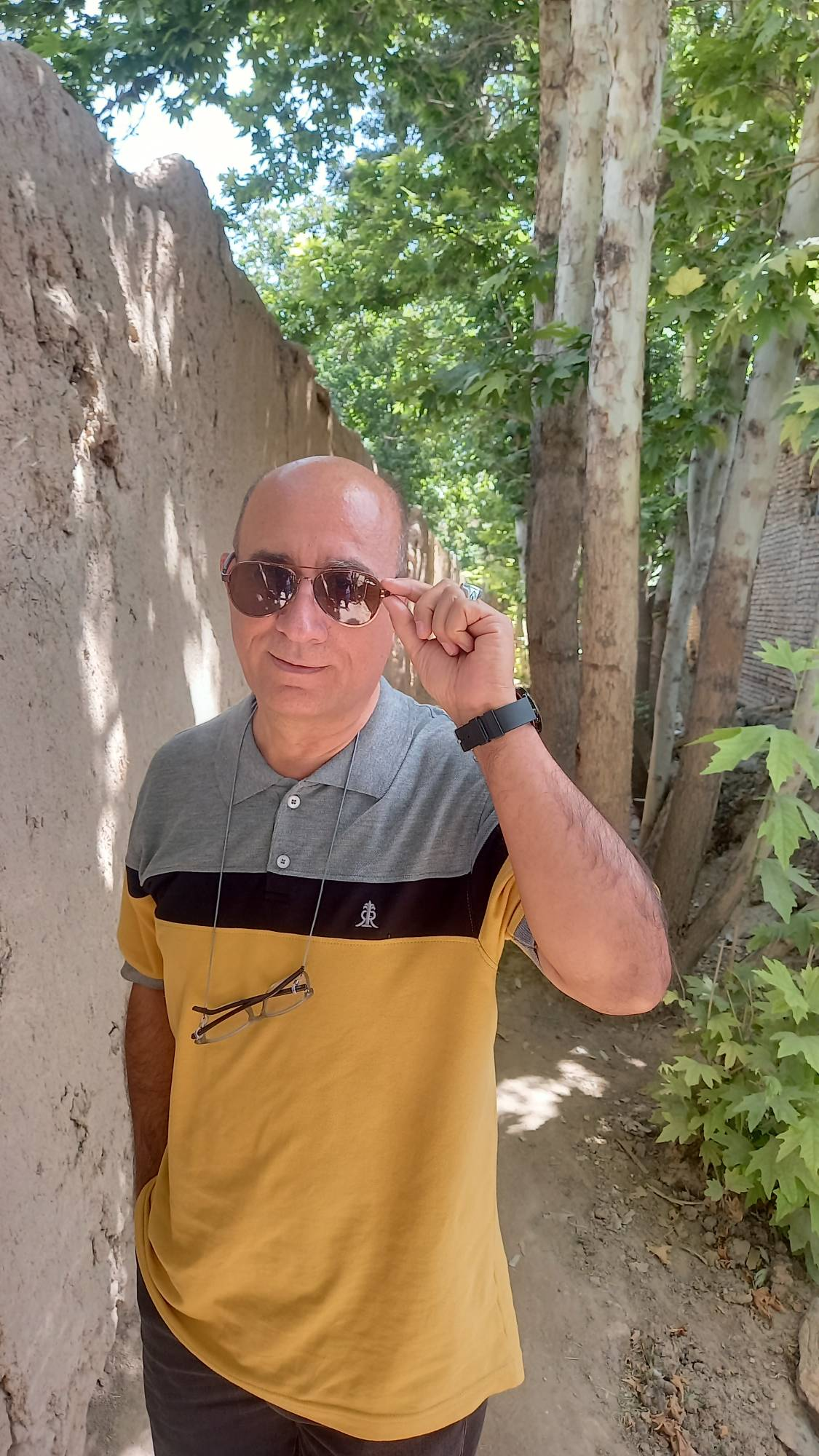

سعید بیابانکی (متولد ۴ مهر ۱۳۴۷ در خمینی‌شهر) شاعر ایرانی است. او عضو شورای سیاست گذاری جشنواره شعر فجر بوده است.

## زندگی‌نامه
سعید بیابانکی متولد چهارم مهر ۱۳۴۷ در خمینی‌شهر (سده سابق) در حوالی اصفهان است. نیاکان او اهل منطقه خور و بیابانک هستند و به گونه‌ای به خاندان یغمای جندقی شاعر قرن ۱۳ و حبیب یغمایی متصلند.
بیابانکی تحصیلات خود را در سال ۱۳۷۲ رشته کامپیوتر در دانشگاه اصفهان به پایان رساند.
همچنین وی سرودن را از ۱۵ سالگی به تشویق اصغر حاج حیدری مستخدم مدرسه خود آغاز کرد و به تدریج با ورود به انجمن ادبی سروش و انجمن ادبی صائب اصفهان از محضر استادانی چون خسرو احتشامی و محمد مستقیمی بهره برد و در ۱۳۸۸خورشیدی از دانشگاه اصفهان نشان درجه یک طلایی دریافت کرد.
او مدیر روابط عمومی اداره کل فرهنگ و ارشاد اسلامی استان اصفهان دبیر هنری سیزدهمین جشنواره شعر و داستان جوان سوره عضو شورای عالی شعر صدا و سیما و عضو شورای علمی جشنواره شعر فجر بوده و دبیری چهاردهمین جشنواره شعر فجر را هم بر عهده داشته است.
شورای ارزشیابی آثار هنرمندان و شاعران و نویسندگان در جلسه ۴۸۲ خود در تاریخ سیزده مرداد هزار و چهارصد به آثار سعید بیابانکی گواهینامهٔ درجه یک هنری اعطا کرد.
برنامه تلویزیونی نقد شعر در سال‌های ۱۳۹۴ و ۱۳۹۵ در ۵۲ قسمت، هر هفته از شبکه ۴ با سردبیری و اجرای سعید بیابانکی به صورت زنده پخش شد. اختصاص برنامه‌ای در رسانه ملی برای اولین بار پس از انقلاب به فروغ فرخزاد به صورت پخش زنده اتفاق مهمی بود. پیش از این، شعر فروغ فرخزاد در رسانه ملی مورد نقد و بررسی قرار نگرفته بود و پرداختن به شعر او همواره نوعی خط قرمز محسوب می‌شد.

## نمونه اشعار
به نام عشق که زیباترین سرآغاز است
هنوز شیشهٔ عطر غزل درش باز است
جهان تمام شد و ماهپاره‌های زمین
هنوز هم که هنوز است کارشان ناز است
هزار پند به گوشم پدر فشرد و نگفت
که عشق حادثه ای خانمان برانداز است
پدر نگفت چه رازی ست اینکه تنها عشق
کلید این دل ناکوک ناخوش آواز است
به بام شاه و گدا مثل ابر می‌بارد
چقدر عشق شریف است و دست دل باز است
بگو هرآنچه دلت خواست را به حضرت عشق
چرا که سنگ صبور است و محرم راز است
ولی بدان که شکار عقاب خواهد شد
کبوتری که زیادی بلندپرواز است

## جوایز
- برنده جایزه کتاب فصل بابت کتاب سنگچین[۱۲]
- برگزیده سومین جشنواره شعر فجر - بخش عرصه شعر امروز انقلاب اسلامی[۱۳]
- دریافت گواهی درجه یک هنری از وزارت فرهنگ و ارشاد اسلامی ۱۳